# Terminalia latifolia
Terminalia latifolia là một loài thực vật thuộc họ Combretaceae. Loài này có ở Guatemala và Jamaica.